# Enicospilus apollyon
Enicospilus apollyon là một loài tò vò trong họ Ichneumonidae.